# Heptapteridae
Heptapteridae (Antennemeervallen) zijn een familie van straalvinnige vissen uit de orde van Meervalachtigen (Siluriformes).

## Geslachten
- Acentronichthys C. H. Eigenmann & R. S. Eigenmann, 1889
- Brachyglanis C. H. Eigenmann, 1912
- Brachyrhamdia G. S. Myers, 1927
- Cetopsorhamdia C. H. Eigenmann & Fisher, 1916
- Chasmocranus C. H. Eigenmann, 1912
- Gladioglanis Ferraris & Mago-Leccia, 1989
- Goeldiella C. H. Eigenmann & A. A. Norris, 1900
- Heptapterus Bleeker, 1858
- Horiomyzon D. J. Stewart, 1986
- Imparfinis C. H. Eigenmann & A. A. Norris, 1900
- Leptorhamdia C. H. Eigenmann, 1918
- Mastiglanis Bockmann, 1994
- Myoglanis C. H. Eigenmann, 1912
- Nannoglanis Boulenger, 1887
- Nemuroglanis C. H. Eigenmann & R. S. Eigenmann, 1889
- Pariolius Cope, 1872
- Phenacorhamdia Dahl, 1961
- Phreatobius Goeldi, 1905
- Pimelodella C. H. Eigenmann & R. S. Eigenmann, 1888
- Rhamdella C. H. Eigenmann & R. S. Eigenmann, 1888
- Rhamdia Bleeker, 1858
- Rhamdioglanis R. Ihering, 1907
- Rhamdiopsis Haseman, 1911
- Taunayia A. Miranda-Ribeiro, 1918